# Алжисто Лоренцото Домінгос
Алжисто Лоренцото Домінгос, більш відомий як Бататаїш (порт. Algisto Lorenzato Domingos (Batatais), 20 травня 1910, Бататайс — 16 червня 1960, Ріо-де-Жанейро) — бразильський футболіст, що грав на позиції воротаря, зокрема, за клуб «Флуміненсе», а також національну збірну Бразилії.
П'ятиразовий переможець Ліги Каріока.

## Клубна кар'єра
Народився 20 травня 1910 року в місті Бататайс. Вихованець футбольної школи клубу «Рібейрау Прету».
У футболі дебютував 1933 року виступами за команду «Португеза Деспортос», в якій провів один сезон. 
Протягом 1935 року захищав кольори команди «Палестра-Італія».
Своєю грою за останню команду привернув увагу представників тренерського штабу клубу «Флуміненсе», до складу якого приєднався 1935 року. Відіграв за команду з Ріо-де-Жанейро наступні дванадцять сезонів своєї ігрової кар'єри. Більшість часу, проведеного у складі «Флуміненсе», був основним голкіпером команди.
Завершив професійну ігрову кар'єру у клубі «Америка» (Ріо-де-Жанейро), за команду якого виступав протягом 1942—1943 років.
| Дата           | Місто          | Господарі | Результат | Гості     | Турнір               | Голи | Примітки |
| -------------- | -------------- | --------- | --------- | --------- | -------------------- | ---- | -------- |
| 5 червня 1938  | Страсбур       | Польща    | 5 – 6     | Бразилія  | ЧС 1938 - 1-й етап   | -5   |          |
| 19 червня 1938 | Бордо          | Швеція    | 2 – 4     | Бразилія  | ЧС 1938 - за 3 місце | -2   |          |
| 15 січня 1939  | Ріо-де-Жанейро | Бразилія  | 1 – 5     | Аргентина | Кубок Жуліо Рока     | -5   |          |
| Усього         |                | Матчів    | 3         |           | Голів                | -12  |          |

Помер 16 червня 1960 року на 51-му році життя у місті Ріо-де-Жанейро.

## Титули і досягнення
- Переможець Ліги Каріока (5):

«Флуміненсе»: 1936, 1937, 1938, 1940, 1941
- Бронзовий призер чемпіонату світу: 1938